# Jan Lindhagen
Jan Albert Oliver Lindhagen, född 24 november 1935, död 26 juni 2010 i Enskede-Årsta, var en svensk författare.
Jan Lindhagen har varit anställd på Sifo och var 1968 chef för Gruppen för samhällsstudier på det socialdemokratiska partiets kansli, vilket arbetade med partiets opinionsundersökningar och i praktiken var socialdemokraternas första tankesmedja. Jan Lindhagen skrev böcker och höll föreläsningar om Arbetarrörelsens idéhistoria. "Gruppen för samhällsstudier" stängdes dock av Olof Palme som inte gillade Jan Lindhagen och hans verksamhet.[källa behövs] Han blev omplacerad utan arbetsuppgifter.[källa behövs] Lindhagen blev senare borgarrådssekreterare i Stockholms stad och sparade aldrig sin kritik mot Olof Palme. Han är begravd på Norra begravningsplatsen utanför Stockholm.